# Henri Stein
Henri Stein (París, 4 de octubre de 1843-Buenos Aires, 17 de enero de 1919) fue un dibujante francés que desarrolló su carrera en Argentina, conocido principalmente por su labor caricaturesca en el periódico satírico El Mosquito.

## Biografía
Stein obtuvo su diploma de dibujante en la Asociación Politécnica de Saint-Denis, en Francia.
Arribó a Argentina a los 22 años con la intención de dedicarse a la apicultura en una isla del Delta del Paraná, emprendimiento que fracasó y que lo llevó a trabajar en primera instancia en una empresa de muebles, dado que conocía el oficio de ebanista. Dictó clases particulares de dibujo e ingresó como colaborador en el periódico El Mosquito que necesitaba con urgencia un caricaturista. El ingreso de Stein fue un punto de inflexión en la historia de la publicación. Su presencia marcaría el inicio de una segunda, prolongada y fructífera etapa: permaneció en ella 25 años, hasta su cierre en 1893, y llegaría a ocupar el cargo de Director Gerente en 1872, y luego Director Propietario en 1875.
Su seudónimo era Monet y junto a otro compatriota francés, Henri Meyer, dieron origen al arte de la caricatura política en Buenos Aires.
Paralelamente a su labor periodística, Stein abordó otras tareas comerciales vinculadas con su especialidad artística e instaló una pequeña galería de arte con óleos traídos en un viaje por Europa, y mantuvo siempre una librería que sería la principal proveedora en Buenos Aires de materiales destinados a la litografía, la fotografía y el dibujo artístico.
Retratos de personalidades fueron dibujados por Stein, entre ellos la muy conocida serie de los Presidentes hasta el Doctor Quintana y próceres de la independencia.
Se retiró de toda actividad artística y periodística en 1912. Falleció en Buenos Aires el 17 de enero de 1919.